# Нар (мебел)
Нарът е легло от сковани дъски на разстояние от пода.
Често се среща в хижите като вариант на общо легло. Терминът отговаря на одър. В руския „нары“ е термин за затворническо легло, а в българския – за същото на затворнически жаргон може да е „вишка“.